# Логиновка (Омская область)
Ло́гиновка — село в Павлоградском районе Омской области. Административный центр Логиновского сельского поселения.

## История
Основано в 1912 году. В 1928 году посёлок состоял из 15 хозяйств, основное население — украинцы. В административном отношении находился в составе Семяновского сельсовета Павлоградского района Омского округа Сибирского края.

## Население
| 1926 | 2010 |
| ---- | ---- |
| 91   | ↗683 |

## Улицы
| - ул. Восточная, - ул. Депутатская, - ул. Зелёная, - ул. Клубная, - ул. Коммунальная, | - ул. Новая, - ул. Октябрьская, - ул. Первомайская, - пер. Советский, - ул. Школьная. |